# Un comédien lit un auteur
 (signalé en juillet 2025).
Si vous disposez d'ouvrages ou d'articles de référence ou si vous connaissez des sites web de qualité traitant du thème abordé ici, merci de compléter l'article en donnant les références utiles à sa vérifiabilité et en les liant à la section « Notes et références ».
- Archive Wikiwix
- Bing
- Cairn
- DuckDuckGo
- E. Universalis
- Gallica
- Google
- G. Books
- G. News
- G. Scholar
- Persée
- Qwant
- (zh) Baidu
- (ru) Yandex
- (wd) trouver des œuvres sur Wikidata

Un comédien lit un auteur est une série sur FR3 (1979-1981).

## Distribution (par ordre alphabétique)
Féodor Atkine, Jean Carmet, Nicole Courcel, Michel Creton, Robert Dalban, Danielle Darrieux, Claude Dauphin, Daniel Gélin, Claude Jade, Bulle Ogier, François Périer, Michel Piccoli, Claude Rich, Emmanuelle Riva, Alice Sapritch, Henri Serre, Charles Vanel, Henri Virlojeux, Michel Vitold, Jean-Paul Zehnacker

## Épisodes (entre autres)
- Marie-Christine Barrault lit Maria Borelly - Réal. : Jean Dasque
- Jean Carmet lit Blondin
- Nicole Courcel lit Louise Labbé
- Daniel Gélin lit Marcel Aymé
- Claude Jade lit Mme de Sévigné
- Alain Mottet lit Montesquieu
- Bulle Ogier lit Christine de Rivoyre
- Charles Vanel lit Jules Verne